# Saygin Yalçin
Saygin Yalçin (* 25. April 1984 in Bremen) ist ein türkisch-deutscher Unternehmer, der in sozialen Medien aktiv ist. Sein Instagram-Account hat derzeit rund 1,2 Mio. Follower und sein YouTube-Kanal rund 1 Million Abonnenten.

## Biografie
Yalçin wuchs als Sohn türkischer Gastarbeiter in Bremen auf. Er studierte an der WHU. 2009 zog er nach Dubai. Er war nach dem Verkauf seines Unternehmens sukar.com an die Onlineshoppingsite souq.com deren Partner. Das Unternehmen souq.com wurde später für 580 Millionen US-Dollar an Amazon verkauft. Im Anschluss gründete er weitere Unternehmen, u. a. sellanycar.com und Akindoo.
Für die Expansion von sellanycar.com nach Europa hat er in einer Investmentrunde von Polar Light Ventures 2016 rund 10 Mio. Euro eingesammelt. In einer weiteren Investmentrunde wollte er 100 Mio. Euro einsammeln, was das Unternehmen zu einem Einhorn gemacht hätte. Die Investmentrunde wurde jedoch abgebrochen. Es folgten keine Investmentrunden für sellanycar.com mehr. 2015 kam sellanycar.com auch nach Deutschland. Ziel war es, die Marktführerschaft von der AUTO1 Group zu übernehmen. Das operative Geschäft von sellanycar.com in Deutschland wurde bereits nach einigen Monaten Anfang März 2016 wieder eingestellt.
Yalçın produziert die Show Startup Hero auf YouTube. Er wurde von der Zeitschrift Arabian Business zu einem der einflussreichsten Menschen in Dubai gewählt. 2018 wurde er im Rahmen der Men’s Health & Women’s Health Excellence Awards, einer Auszeichnung für Persönlichkeiten in Gesundheit, Fitness und Wohlbefinden, zum Men’s Health Star of the Year 2018 gewählt. Er gewann den Emerging Leaders Award 2018 der Zeitschrift Khaleej Times und wurde 2014 von Fortune Türkei unter die 40 under 40 gewählt. 2018 wurde er von Arabian Business zu einem der 100 inspiring Leaders in the Middle East gewählt.

## Publikationen
- Saygin Yalçin: Meine Kinder werden reich geboren.  FinanzBuch Verlag, München 2023, ISBN 978-3-95972-690-0.

## Film
- Money Maker: Saygin Yalçin – Superreich mit Online-Shops. ARD Dokureihe 2023, Sendung vom 13. Dezember 2023.